# Chiesa di Santa Vittoria (Sestri Levante)
La chiesa di Santa Vittoria è un luogo di culto cattolico situato nella frazione di Santa Vittoria di Libiola, in piazza della Chiesa di Santa Vittoria, nel comune di Sestri Levante nella città metropolitana di Genova. La chiesa è sede della parrocchia omonima del vicariato di Sestri Levante della diocesi di Chiavari.

## Storia e descrizione

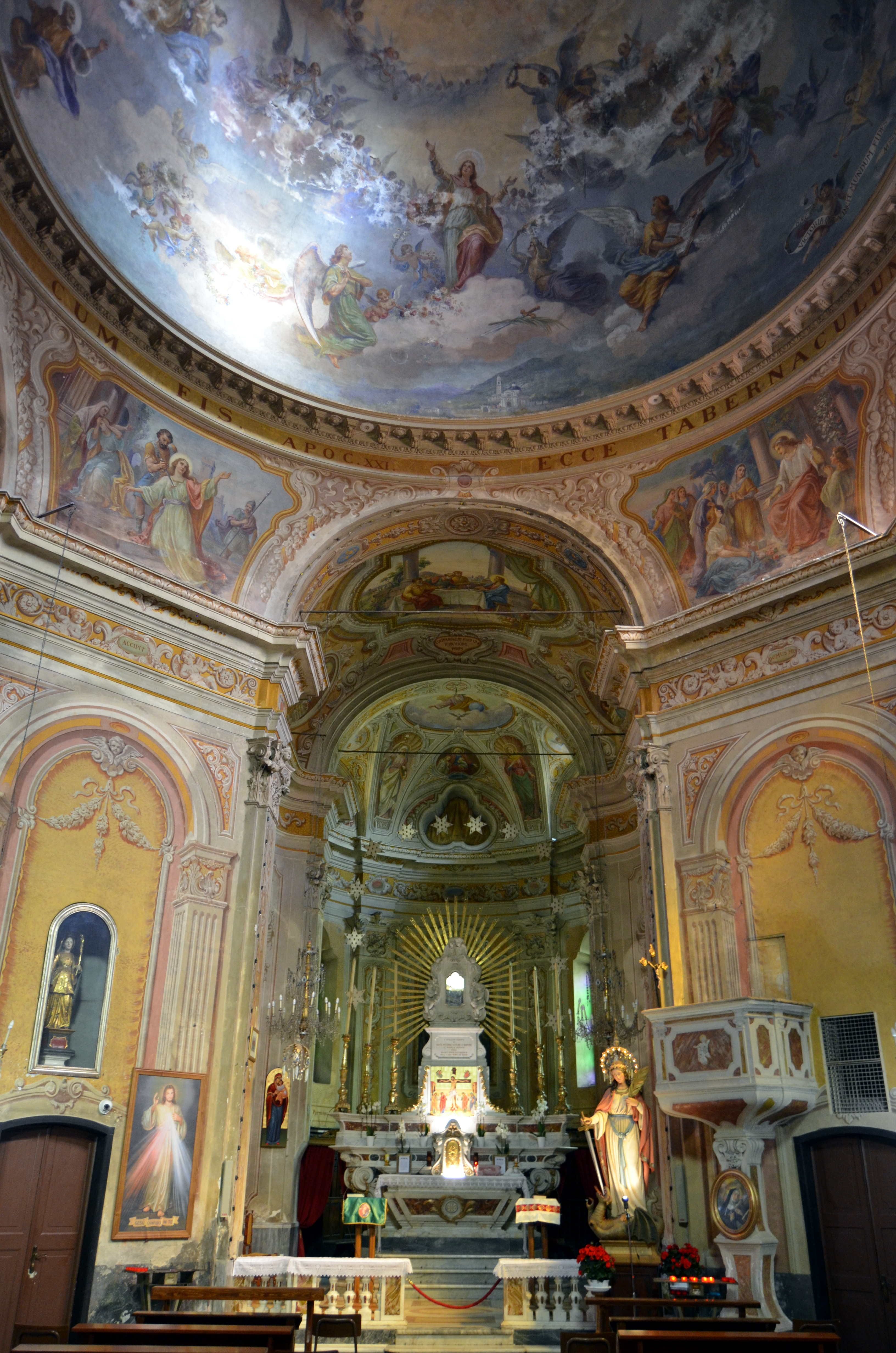
L'interno della parrocchiale

Le origini del culto verso la santa è testimoniato dal 1035 quando alcuni monaci Benedettini, provenienti dal monastero di San Savino di Piacenza, sostarono nell'attuale frazione di Santa Vittoria edificandovi una chiesa ad unica navata con annesso monastero.
In seguito divenne parrocchia e prioria monastica e fu l'arciprete protempore di San Martino d'Albaro di Genova, e tramite la nobile famiglia genovese dei Bernabò Brea, che la chiesa fu elevata successivamente al titolo abbaziale.
La costruzione di una nuova chiesa nel XVII secolo, per il rapido aumento della popolazione nella vallata, e l'inglobamento del monastero nell'attuale casa canonica portò definitivamente l'allontanamento dei monaci. Del primo edificio si sono perse le tracce.
L'attuale chiesa presenta una pianta ellissoidale e ad unica navata. Tra gli affreschi dell'edificio pregevoli sono le decorazioni pittoriche della cupola raffiguranti, al centro, il Trionfo di santa Vittoria con ai lati san Pietro Apostolo (patrono di Libiola), sant'Andrea Apostolo (patrono di Rovereto), sant'Anna (patrona di Tassani) e san Domenico (patrono di Montedomenico).
Nella chiesa sono venerate le reliquie di santa Vittoria, conservate dentro un'urna marmorea della metà del XIX secolo, posizionata nella controfacciata. In una nicchia al fianco del presbiterio è invece ubicata la statua della santa raffigurata con la palma del martirio nella mano sinistra e la spada nella mano destra. L'altare maggiore, databile al 1803, è quasi completamente in marmo.